# 油木駅
油木駅（ゆきえき）は、広島県庄原市西城町油木にある、西日本旅客鉄道（JR西日本）木次線の駅である。広島県最北端の駅である。
また、始発列車は8:52発と国内のJR駅の中で最も遅い時刻となっている。

## 歴史
- 1937年（昭和12年）12月12日：鉄道省木次線八川駅 - 備後落合駅間延伸時に開設[1]。
- 1971年（昭和46年）10月1日：国鉄職員による乗車券発売及び手小荷物扱い廃止[2][3]。但し、毎年12月25日から翌年の2月末までは職員を配置し、到着小口扱い貨物取扱継続[4]。
- 1978年（昭和53年）10月2日：通年で旅客のみ取扱となる[1]。
- 1987年（昭和62年）4月1日：国鉄分割民営化に伴い、JR西日本に移管[1]。

## 駅構造
島式ホーム1面2線のうち、以前の下り線を撤去し、残された旧上り線を1番線とする単式ホーム1面1線を有する地上駅。（停留所）。駅舎は取り壊され、ホームのみの駅となっており、備後落合寄りにある出入口から直接出入りする形となっている。
木次鉄道部管理の無人駅。自動券売機等も設置されていない。

## 利用状況
近年の1日平均乗車人員の推移は以下の通り。2011年以降、特記のないものは「国土数値情報 駅別乗降客数データ」による。
| 年度                | 1日平均 乗車人員 | 出典   |
| ------------------- | ---------------- | ------ |
| 1981年（昭和56年）  | 12               |        |
|                     |                  |        |
| 1989年（平成 元年） | 16               | [ 5 ]  |
| 1990年（平成02年）  | 7                |        |
| 1991年（平成03年）  |                  |        |
| 1992年（平成04年）  | 8                | [ 6 ]  |
|                     |                  |        |
| 1998年（平成10年）  | 3                | [ 7 ]  |
|                     |                  |        |
| 2002年（平成14年）  | 1                | [ 8 ]  |
|                     |                  |        |
| 2011年（平成23年）  | 1                |        |
| 2012年（平成24年）  | 1                |        |
| 2013年（平成25年）  | 1                |        |
| 2014年（平成26年）  | 1                |        |
| 2015年（平成27年）  | 1                |        |
| 2016年（平成28年）  | 0                |        |
| 2017年（平成29年）  | 1                |        |
| 2018年（平成30年）  | 1                |        |
| 2019年（令和 元年） | 1                |        |
| 2020年（令和02年）  | 0                | [ 9 ]  |
| 2021年（令和03年）  | 1                | [ 10 ] |

## 駅周辺
- 油木駅前簡易郵便局
- 油木地区老人集会所
- 八幡神社
- 安養寺
- 国道314号
- 広島県道256号比婆山県民の森線
- 西城交通「油木駅前」停留所

## 隣の駅
西日本旅客鉄道（JR西日本）
 木次線
三井野原駅 - 油木駅 - 備後落合駅